# Ŋ̈
Cette page contient des caractères spéciaux ou non latins. S’ils s’affichent mal (▯, ?, etc.), consultez la page d’aide Unicode.
L’eng tréma (majuscule : Ŋ̈, minuscule : ŋ̈) est une lettre supplémentaire de l'alphabet latin utilisée dans l’écriture du nawdm. Elle est composée d’un eng ‹ ŋ › diacrité d’un tréma.

## Représentations informatiques
L’eng tréma peut être représenté avec les caractères Unicode suivants, :
| formes    | représentations | chaînes de caractères | points de code | descriptions                                  |
| --------- | --------------- | --------------------- | -------------- | --------------------------------------------- |
| capitale  | Ŋ̈               | Ŋ◌̈                    | U+014A U+0308  | lettre majuscule latine eng diacritique tréma |
| minuscule | ŋ̈               | ŋ◌̈                    | U+014B U+0308  | lettre minuscule latine eng diacritique tréma |